# Vockerode (Oranienbaum-Wörlitz)
Vockerode – dzielnica miasta Oranienbaum-Wörlitz w Niemczech, w kraju związkowym Saksonia-Anhalt, w powiecie Wittenberga, nad Łabą.
Do 30 czerwca 2007 gmina należała do powiatu Anhalt-Zerbst, do 31 grudnia 2010 należała do wspólnoty administracyjnej Wörlitzer Winkel.
W latach 1937–1998 działała tu duża elektrownia cieplna - elektrownia Vockerode.

## Geografia
Dzielnica położona jest ok. 4 km na wschód od Dessau-Roßlau.